# KLINGSPOOR

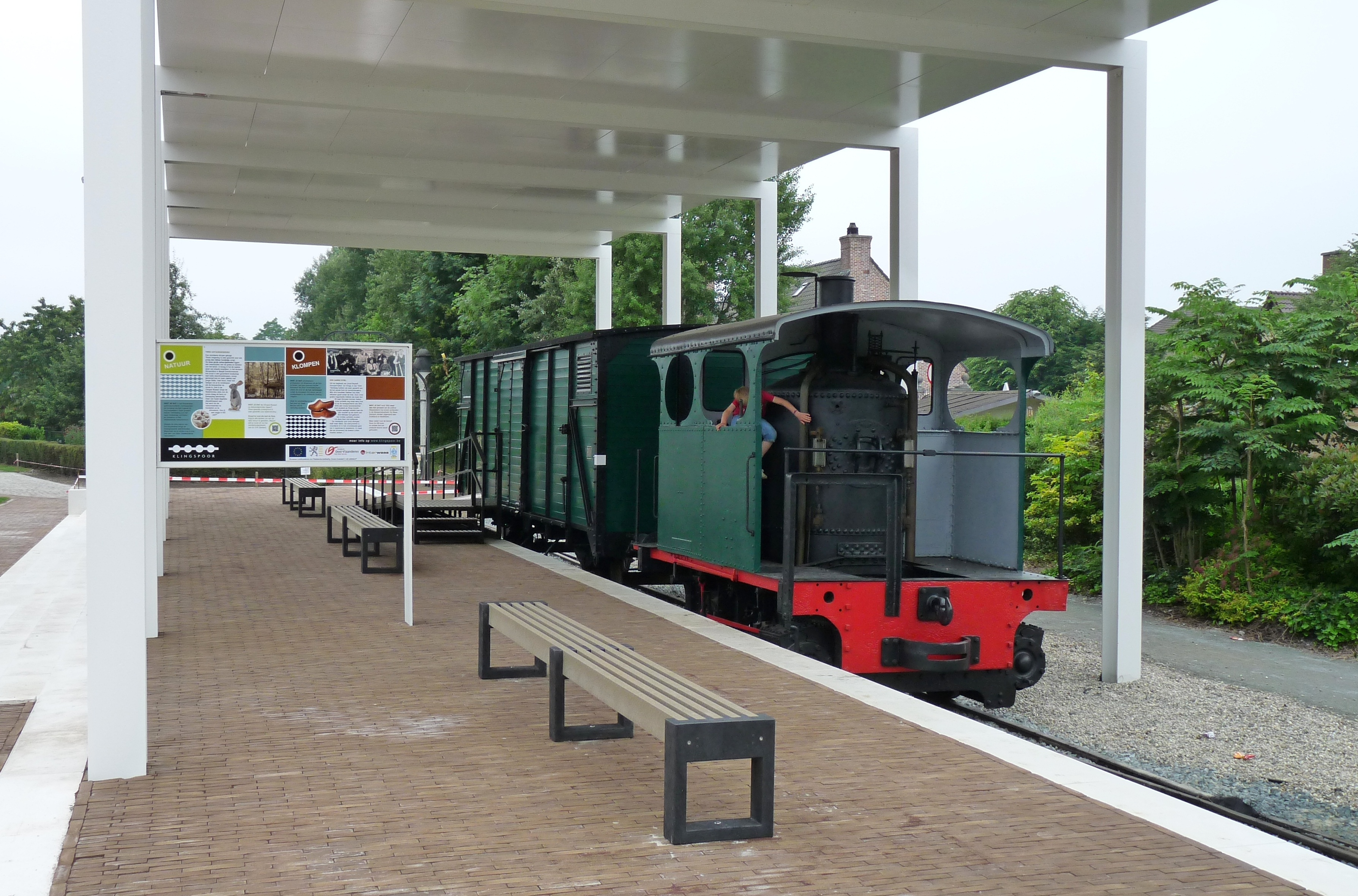
Locomotief met wagon in het buitengedeelte

KLINGSPOOR is een erfgoedproject in De Klinge, een deelgemeente van Sint-Gillis-Waas in België vlak bij de Nederlandse grens. Er is een buitengedeelte en een expositieruimte. De geschiedenis van de streek wordt er behandeld aan de hand van vier thema's.

## Thema's
- Het eerste thema is de intussen verdwenen internationale spoorlijn Mechelen-Terneuzen. Het spoorthema wordt vooral uitgewerkt door de plaatsing van een oude stoomlocomotief en wagon op een restant spoorrails.
- De geschiedenis van de grens met zijn smokkelverhalen en oorlogsverleden vormt het tweede thema. Er is een reconstructie gemaakt van de Dodendraad die tijdens de Eerste Wereldoorlog het bezette België afschermde van het neutrale Nederland.
- De klompennijverheid is het derde thema. Tot het midden van de twintigste eeuw verdienden veel streekbewoners hun dagelijks brood met het vervaardigen van klompen. In de expositieruimte wordt een klompenverzameling getoond en krijgt de bezoeker informatie over de evolutie van handenarbeid naar mechanisatie.
- Het vierde thema is de natuur. De expositieruimte geeft informatie over de dieren, planten en de geschiedenis van de omliggende bossen. Het Belgische Stropersbos en het Nederlandse waterwingebied zijn dichtbij gelegen wandelgebieden.